# Птичє
Птичє, або Птич'є, Птичьє (словац. Ptičie) — село в Словаччині, Гуменському окрузі Пряшівського краю. Розташоване в східній частині Словаччини на межі Вигорлату та Гуменських гір в долині потока Птанок.
Уперше село згадується у 1451 році, проте в історичних джерелах поселення на місці села згадується вже у 1273 році. У хроніці згадується і неіснуючий замок «Петехе» (словац. Peteche), який згідно з традицією стояв в місцевості Собутка.
У селі є римо-католицький костел з 1852 року збудований з решток старішого костелу з 1758 року в стилі бароко.

## Населення
| Рік:            | 1993 | 2003    | 2013    | 2023    |
| --------------- | ---- | ------- | ------- | ------- |
| Кількість осіб: | 615  | 628     | 646     | 635     |
| Різниця:        |      | +2,11 % | +2,86 % | -1,70 % |

| Рік:            | 2022 | 2023    |
| --------------- | ---- | ------- |
| Кількість осіб: | 634  | 635     |
| Різниця:        |      | +0,15 % |

У селі проживає 636 осіб.
Національний склад населення (за даними останнього перепису населення — 2001 року):
- словаки — 96,24 %,
- українці — 1,10 %,
- цигани — 0,31 %,
- русини — 0,16 %.

Склад населення за приналежністю до релігії станом на 2001 рік:
- римо-католики — 88,40 %,
- греко-католики — 5,02 %,
- православні — 1,88 %,
- протестанти — 0,47 %,
- не вважають себе вірянами або не належать до жодної вищезгаданої конфесії — 3,92 %.